# Edred af England
Edred eller Eadred (ca 923-23. november 955) var konge af England fra 946 og frem til han døde. Han var søn af kong Edward den Ældre i hans tredje ægteskab med Edgiva, datter af Sigehelm, ealdorman (alderman) i Kent.

## Baggrund
Edred fulgte sin bror, kong Edmund I (Éadmund Æðeling) på den engelske trone, og blev øjeblikkeligt mødt med en invasion af danskere fra Northumbria,norrøn-gælere fra Irland og ikke mindst Harald Hårfagres søn, Erik Blodøkse, den forviste konge fra Norge.
Ligesom begge sine ældre brødre opnåede Edred militær succes over vikinger fra Norge og specielt Danmark. Edred formåede at etablere kontrol over Northumbria ved at være mere rå og brutal end andre i 954 og endte dermed det sidste uafhængige norrøne kongedømme i Britannien. Det tidligere kongedømme Northumbria blev således indlemmet og en permanent del af England, nær tre årtier efter at landet gav sig ind under Adalstein af England i 927. Alligevel skulle Northumbria komme til at gøre oprør mod den engelske konge gentagne gange, oftest med katastrofalt resultat.

## Kampen med Erik Blodøkse
Kronologien for Edreds hærtog i Northumbria er ikke helt klar, men kan blive rekonstrueret fra Den angelsaksiske krønike og versene på bogstavsrim som udtrykkeligt kalder Edred hersker over northumbrianerne i 946, 949-950 og 955. Edred fik troskabsed fra nordboerne i 947 ved Tanshelf, men allerede det samme år accepterede de hellere Erik Blodøkse i York som deres konge end Edred. Specielt den selvstændige ærkebiskop Wulfstan I af York spillede en rolle i Northumbrias uafhængighedskamp.
Edred slog i 948 tilbage ved at lede en formidabel hærstyrke op til Ripon, som han lod hærge og brænde, inkluderet at lade domkirken gå op i flammer, og lod befolkningen dræbes og jages. På vej tilbage blev han angrebet af Erik Blodøkse ved Castleford, og rasende over ydmygelsen truede Edred med at komme tilbage og brænde og ødelægge hele Northumbria. 
Af erfaring vidste northumbrianerne godt hvilken råskab den engelske konge var i stand til, og de vendte ryggen til norskekongen og var igen indenfor folden til Edred i nogen år. I slutningen af 950 gjorde mændene fra Northumbria oprør igen. Nu til fordel for Olav Kvåran, en norrøn konge fra Dublin. I 952 stødte de ham fra sig igen, og lod Erik Blodøkse komme tilbage, sandsynligvis efter pres fra Wulfstan. I 954, i henhold til Den angelsaksiske krønike, lod "northumbrianerne Erik udvises" for sidste gang, og modtog Edred som sin konge. Edred fik ærkebiskop Wulfstan sendt i fængsel på fæstningen i "Judanburg", og som hævn for at abbed Eadelm var blevet dræbt lod Edred mange af borgerne i Thetford blive slagtet ned.

## Religiøs og dødssyg
Til trods for sine grusomheder i nord var Edred meget religiøs og gjorde meget for klostervæsenet i England, blandt andet ved at tilbyde Æthelwold klosteret i Abingdon. Wulfstan blev sluppet fri og givet bispestolen i Dorchester. Af støbning var han svag og sygelig. Manuskriptet Livet til Sankt Dunstan fortæller at Edred led af en uidentificeret sygdom som til sidst dræbte ham. Han kunne blandt andet knapt spise eller tage føde til sig. Kronikøren William af Malmesbury fortæller, at Edred var hårdt ramt af en langvarig fysisk sygdom siden han var "konstant knuget af sygdom, og havde ofte så dårlig fordøjelse at han ikke var i stand til at synke mere end safterne af den mad han tyggede, og til stor ærgrelse for sine gæster."
I sine sidste år overlod den syge konge størstedelen af kontrollen til sin ven biskop Dunstan og blandt andre hans mor Edgiva (eller Eadgifu). Kun en tredjedel af de charter, som blev udstedt i årene 953-955, havde kongens signatur. Dunstan lod den norrøne befolkning i det nordlige England fortsætte med at leve under sine egne love. Året efter sejren i nord døde Edred den 23. november 955 ved Frome i Somerset og blev begravet i Old Minister i Winchester. 
Der findes ingen information, om at Edred var gift eller havde børn, og med sin sygdom er det også lige sandsynligt. Hans sidste vilje, som hentyder at han ønskede at blive begravet et andet sted, blev øjensynligt overset i aktiviteterne ved kroningen af hans efterfølger, den unge nevø Edwy af England. I sin sidste vilje efterlod han sig også ekstra midler tiltænkt som betaling for at forhindre fortsatte angreb fra norrøne vikinger.